# 459
Період падіння Західної Римської імперії. У Східній Римській імперії триває правління Лева I Макелли. У Західній правління Майоріана, значна частина території окупована варварами, зокрема в Іберії утворилося Вестготське королівство, а Північну Африку захопили вандали, у Тисо-Дунайській низовині утворилося Королівство гепідів. У Південному Китаї правління династії Лю Сун. В Індії правління імперії Гуптів. У Японії триває період Ямато. У Персії править династія Сассанідів.
На території лісостепової України Черняхівська культура. Історики VI століття згадують плем'я антів, що мешкало на території сучасної України приблизно з IV сторіччя. У Північному Причорномор'ї центр володінь гунів.

## Події
- Імператор Східної Римської імперії Лев I підписав мирний договір із остготами. П'ятирічного сина вождя остготів Теодоріха послано до Константинополя як заручника.
- Франки захопили місто Трір. Вони стають військовою силою, з якою повинні рахуватися римські політики.